# Copperhead (DC Comics)
Copperhead è un personaggio dei fumetti DC Comics, creato da Bob Haney e Bob Brown. È un supercriminale, comparve per la prima volta in The Brave and the Bold n. 78 nel giugno 1968.

## Biografia del personaggio

### John Doe
Comparve inizialmente a Gotham City con un costume da serpente. Commise numerosi furti prima di essere finalmente catturato da Batman e dalla prima Batgirl. Quindi si diede ad atti di criminalità superiori, diventando un super assassino, costringendo le vittime a soffocare tra le spire del suo costume. Durante questo periodo, era ossessionato dalle sue vittime, da cui non toglieva l'attenzione finché non morivano. Copperhead utilizzò i suoi viaggi di "lavoro" anche per un proprio interesse personale, collezionare transistor di radio.
Sebbene fosse un maestro del contorsionismo, Copperhead non possedeva super poteri a meno che non indossasse il suo costume. Successivamente vendette la sua anima al demone Neron in cambio di più potere, venendo trasformato in un ibrido metà uomo e metà serpente. Fu poi ucciso dalla Manhunter Kate Spencer.
Nel crossover La notte più profonda, Copperhead fu identificato come uno dei deceduti seppelliti sotto la Sala della Giustizia. Sulla lapide scrissero, "John Doe", in quanto il suo vero nome non venne mai scoperto. Tornò in vita come membro del Corpo delle Lanterne Nere. Fu distrutto definitivamente grazie all'attacco combinato di sette Lanterne Verdi nel corso di un assalto delle Lanterne Nere a Coast City.

### Nathan Prince
Nella serie, Teen Titans n. 56 presentò un nuovo gruppo di criminali chiamati,"Terror Titans", eredità di supercriminali i cui mantelli derivano da criminali originali. Uno dei membri venne identificato come Copperhead, prima che vendesse l'anima al demone Neron. La storia non fornì nessuna informazione riguardo al personaggio o alle sue storie precedenti.
Nella miniserie seguente, Terror Titans, si scoprì che l'identità di Copperhead era Nathan Prince, ed era l'unico criminale a non avere alcuna connessione alla sua versione precedente. Da bambino, Nathan affogò per gelosia il suo fratellino, tentando addirittura di uccidere i suoi genitori. Non riuscendo a farcela, decise di vivere per strada, con rapporti sessuali con uomini più grandi di lui, che uccideva dopo aver rapinato. Non è ancora chiaro come Prince finì per lavorare per il Re degli Orologi. Durante la battaglia tra metaumani del Dark Side Club, l'eroina TNTeena rimase ferita, e il Re degli Orologi chiese a Copperhead di sorvegliarla finché non si fosse ripresa. Copperhead accettò, e, con l'andare del tempo si innamorò di lei. Tuttavia, Nathan fu successivamente costretto dal Re degli Orologi ad ucciderla. Nate e il resto dei Terror Titans furono inviati ad assistere la Martyr Militia, un gruppo di metaumani sotto controllo mentale del Re degli Orologi, decisi a distruggere Los Angeles, ma tutto si capovolse quando Ravager e Miss Martian utilizzarono la telepatia per liberare i metaumani controllati. I Terror Titans fuggirono verso il loro quartier generale dove il Re degli Orologi uccise Disruptor. Due settimane dopo, Nate e i suoi colleghi fuggirono dalla custodia e andarono in cerca del Re degli Orologi, in cerca di vendetta.

## New 52
Nella serie The New 52, Copperhead assume le sembianze di un serpente, abbandonando quindi il costume, facendo parte della Società segreta dei supercriminali. Nella sua prima apparizione lo si vede sconfiggere facilmente Catwoman per conto del Professor Ivo.

## Batman: Arkham Origins
In questo videogioco viene rappresentata come figlia di John Doe, alias il primo Copperhead. Infatti è una giovane donna sudamericana, autrice di decine di omicidi ed evasioni. Viene incaricata da Maschera Nera di uccidere Batman nella notte di Natale, ingaggiando numerosi altri sicari ed assassini. È un soggetto altamente abile e astuto che sfrutta le anomale strutture anatomiche per compiere acrobazie incredibili e contorcersi come un vero serpente . I suoi guanti, affilatissimi, sono cosparsi di una neurotossina altamente velenosa capace di scatenare allucinazioni a chiunque ne venga infettato. Sembrerebbe essere una sorta di prototipo del veleno usato da Jonathan Crane alias Lo Spaventapasseri, che pare aver effettuato alcuni studi sulla tossina dopo la cattura della stessa Copperhead e la sua reclusione ad Arkham.

## Poteri e abilità
L'abilità contorsionistica di Copperhead gli permette di infiltrarsi in spazi incredibilmente ristretti, come un camino. All'inizio indossava un costume fatto di pelle di serpente. Poi utilizza un costume al Kevlar, anti-proiettile ed impenetrabile a quasi tutte le armi da taglio. Il costume fu poi trattato con un'acqua speciale altamente scivolosa ed un gel al silicone a prova di calore, che permetteva a Copperhead di scivolare su ogni superficie e di sfuggire ad ogni tunnel ristretto. La coda poteva allungarsi di diversi metri ed era abbastanza potente da spezzare un osso o disintegrare la roccia. L'elmetto del costume conteneva due zanne di circa 3 cm in grado di perforare la pelle umana, e furono riempiti di una potente neurotossina derivante dai serpenti di Copperhead. La tossina è in grado di paralizzare quasi istantaneamente una persona, portandola entro 30 minuti alla morte.
Successivamente vendette la sua anima al demone Neron e fu trasformato in un ibrido per metà serpente. I suoi riflessi e la sua agilità si incrementarono ulteriormente, crebbero due zanne velenose, una lingua biforcuta, artigli ed una coda prensile.
Copperhead inoltre può avvolgere braccia e gambe intorno al corpo del proprio avversario e stritolarlo, esattamente come un rettile. La sua stretta può essere spezzata solo da un avversario forte almeno 30 volte più di lui.

## Altri media

### Animazione
- Copperhead comparve nel film animato Superman/Batman: Public Enemies. Si trova tra i criminali che attaccano il fantastico duo sotto l'influenza di Gorilla Grodd.
- Copperhead comparve come uno dei protagonisti nel film animato Suicide Squad - Un inferno da scontare.

### Giocattoli
- Il primo giocattolo di Copperhead distribuito fu una action figure della linea basata sulla serie televisiva Justice League Unlimited, insieme a Lex Luthor e Mirror Master. Ricomparve anche come figura singola con un serpente ed un accessorio.
- Copperhead comparve in Wave 12, una linea di action figure della DC Universe Classic.

### Televisione
- Un personaggio rassomigliante a Copperhead comparve nell'episodio "Splicers" della serie animata Batman of the Future. Le sue caratteristiche rettiloidi e le abilità erano la conseguenza degli esperimenti sul DNA degli animali, condotti dal dott. Able Cuvier.
- Copperhead comparve nella serie TV Justice League. È molto simile alla sua versione dei fumetti, con un morso velenoso e una coda prensile. Fu visto sia come membro della Lega dell'ingiustizia di Aresia che in quella di Lex Luthor. Comparve anche brevemente in "Only a Dream" in cui combatté contro Hawkgirl. Viene sempre raffigurato come un acrobatico idiota che, ad ogni comparsa si sopravvalutava esageratamente. Non è un codardo, però, arriva addirittura a deridere Superman mentre lui e Flash tentavano di interrogarlo.
- Comparve anche nella serie, Justice League Unlimited. Aderì anche alla Società segreta dei supercriminali. Durante l'ammutinamento della squadra, si alleò con Luthor, e, come molti altri ammutinati, fu congelato da Killer Frost e fatto saltare in aria dal perfido Darkseid. Comparve nell'episodio "Kids Stuff", durante il quale, la Fata Morgana e suo figlio Mordred, utilizzarono un antico amuleto per trasportare tutti gli adulti in un'altra dimensione, così che Mordred avrebbe potuto regnare sulla Terra come re dei bambini. Quando gli effetti dell'incantesimo iniziarono, Copperhead e altri criminali dovettero combattere contro Wonder Woman, Lanterna Verde, Batman e Superman. Quando furono teleportati nell'altra dimensione, Copperhead aveva paura che fosse la fine del mondo, di essere giunto in un "posto cattivo", anche se fu sorpreso e confuso a osservare la presenza in quel luogo anche di altri supereroi.
- Comparve nell'episodio Legends of the Dark Mite della serie animata Batman: The Brave and the Bold. Lo si vede tentare di derubare un museo solo per essere fermato da Freccia Verde.
- Nella serie televisiva Gotham, appare una versione femminile del personaggio di Copperhead, Larissa Diaz, un'assassina che lavora su commissione, con particolari capacità nel contorsionismo. Il personaggio è interpretato da Lesley-Ann Brandt.

## Videogiochi
Copperhead appare nei seguenti videogiochi:
- Batman: The Brave and the Bold - Il Videogioco, sviluppato da WayForward Technologies (2010) (originale)
- Batman: Arkham Origins, sviluppato da Warner Bros. Games Montréal (2013) (figlia)